# Wang Weiguo
Wang Weiguo (chiń. 王卫国; pinyin Wáng Wèiguó; ur. w sierpniu 1951 w Pekinie) – chiński dyplomata i urzędnik.
W latach 1975–1983 pracował w ambasadzie w Tanzanii (attaché, trzeci sekretarz). Od 1988 do 1992 był pracownikiem ambasady w Kenii (drugi, następnie pierwszy jej sekretarz), zaś od 1997 do 2002 pełnił funkcję radcy-ministra analogicznej placówki w Południowej Afryce. Na stanowisko ambasadora ChRL na Seszelach został powołany w 2008.
Zajmował również kilka stanowisk w MSZ (między innymi zastępca dyrektora Departamentu Spraw Afrykańskich 1986–1988 oraz dyrektor tej struktury 1992–1995).